# N-acetylglukosamin
N-acetylglukosamin (förkortas NAG, eller GlcNAc) är ett derivat av monosackariden glukos. N-acetylglukosamin finns i många olika strukturer. Bland annat är det en komponent i vissa bakteriers cellväggar. Utöver det kan N-acetylglukosamin polymeriseras med glukuronsyra för att bilda hyaluronsyra, en glykosaminoglykan. N-acetylglukosamin kan också komma att få medicinsk användning, då tester där det använts mot autoimmuna sjukdomar visat viss framgång.